# اره‌کوسه کوتاه‌بینی
اره‌کوسه کوتاه‌بینی (نام علمی: Pristiophorus nudipinnis) نام یک گونه از سرده اره‌کوسه‌ای‌ها است.